# بوبي لامب
بوبي لامب (بالإنجليزية: Bobby Lamb)‏ هو مدير فني أمريكي، ولد في 24 ديسمبر 1962 في أوغستا في الولايات المتحدة.